# Анаксандрид I
Анаксандрид (др.-греч. Ἀναξανδρίδας) — правивший в VII веке до н. э. царь Спарты из рода Эврипонтидов
Его имя упоминается Геродотом при перечислении предков царя Леотихида — одного из командующих объединенным греческим флотом во время битвы при Микале. Отцом Анаксандрида указан здесь Феопомп.
Однако, по словам Павсания, сыном Феопомпа был Архидам, умерший при жизни отца, поэтому трон перешел к Завксидаму.
Историки нового времени в своем большинстве придерживаются генеалогии Геродота. Это, например, озвучено в трудах британских античников Джорджа Форреста «История Спарты, 950—192 гг. до н. э.», Арнольда Джонса «Спарта» и других.